# Holbeach
Holbeach is een civil parish in het bestuurlijke gebied South Holland, in het Engelse graafschap Lincolnshire met 10.458 inwoners.

## Geboren
- Norman Angell (1872-1967), journalist, politiek schrijver, lezingengever, parlementslid en Nobelprijswinnaar (1933)